# Vărăști
Vărăşti é uma comuna romena localizada no distrito de Giurgiu, na região de Muntênia. A comuna possui uma área de 45.04 km² e sua população era de 5848 habitantes segundo o censo de 2007.